# Lepista subaequalis
Lepista subaequalis är en svampart som först beskrevs av Max Britzelmayer, och fick sitt nu gällande namn av Rolf Singer 1951. Lepista subaequalis ingår i släktet Lepista och familjen Tricholomataceae.   Inga underarter finns listade i Catalogue of Life.